# Colona (Illinois)
Colona je grad u američkoj saveznoj državi Ilinois. Prema popisu stanovništva iz 2010. u njemu je živjelo 5.099 stanovnika.